# Familjeparken Hågelby

Familjeparken Hågelby (även kallad Botkyrkaparken) var en planerad upplevelsepark som skulle byggas norr om Hågelby gård och öster om Skrävsta gård i Botkyrka kommun. Byggstart beräknades ske år 2013 och 2023 skulle hela anläggningen stå färdig. Familjeparken i Botkyrka skulle då vara norra Europas största nöjesattraktion. År 2010 gjordes en överenskommelse att Botkyrka kommun får hyra ut ett 310 000 kvadratmeter stort markområde norr om Hågelby gård till Familjen Lindgren AB, som i generationer drev Gröna Lund. I mars 2014 meddelade initiativtagaren Familjen Lindgren AB att man inte längre har för avsikt att fullfölja planerna.

## Nuvarande landskap
Området är rikt på fornfynd och gränsar i öst till Hågelbyleden och i väst till Skrävsta gårdsväg, som leder till Skrävsta gård. I norr gränser det  mot ett skogsparti och i syd till Hågelby gård. Mitt i området ligger Kyrkkulla gravfält (RAÄ-nummer Botkyrka 104:1) från yngre järnåldern. I nordsydlig riktning sträcker sig den 1 800 meter långa kyrkvägen som förde från Hågelby och Skrävsta till Botkyrka kyrka (fornminne: RAÄ-nummer Botkyrka 581). I folkmun kallad "den gamla kyrkvägen", som återfinns på den geometriska jordebocken från år 1636. Vägen har stora upplevelsevärden genom sin ålderdomliga karaktär. Hela området har av Stockholms läns museum klassificerats som riksintresse.

## Planeringen
Själva huvudbyggnaden till Hågelby gård ingår inte, däremot gårdens norra delar inklusive byggnader och en mindre del av sjön Aspen, där ett "hus för vattenaktivitet" skall anläggas.
Det symboliska första spadtaget togs i början av juni 2012 efter att kommunstyrelsen gav klartecken för projektet. Projektet är uppdelat i flera byggetapper och byggstart för etapp 1 beräknas ske år 2013. I den första etappen väster om den gamla landsvägen mellan Hågelby och Botkyrka kyrka, som skall stå klar år 2014 byggs en “upplevelseinriktad stugby” med 200-250 stugor uppdelade på olika teman. Omkring år 2018 blir nästa etapp färdig, den omfattar bland annat ett “Magic House” som planeras i samarbete med magikern Joe Labero. I etappen ingår även ett “Lekande Lärande-hus” liknande Tom Tits Experiment i Södertälje.
Den sista etappen omfattar området öster om den gamla landsvägen mellan Hågelby och Botkyrka kyrka fram till Hågelbyleden och beräknas stå färdig omkring år 2023. Där planeras ett vattenland och en sagopark med Bröderna Grimms sagor som tema.
Botkyrka kommun räknar med att familjeparken kommer att skapa cirka 800 deltidsarbeten och 200 heltidsarbeten på sikt. Initiativtagarna Familjen Lindgren AB satsar inledningsvis cirka 350-400 miljoner kr i familjeparken. Botkyrka kommun gör vissa mindre investeringar för att säkerställa att medborgarna har tillgång till Hågelbyområdet och sjön Aspen framöver.

## Kritik
Bakom projektet står en bred politisk majoritet, men dagen innan kommunstyrelsens sammanträde den 5 juni 2012 förklarade Miljöpartiet i Botkyrka att man tänkte rösta nej till förslaget. Miljöpartiet kritiserar bland annat att familjeparken leder till ökande biltrafik och att värdefull natur- och kulturmark exploateras. Dessutom menade partiet att kommunen tar för dåligt betalt för marken och att kommunens skattebetalare får stå för en alltför stor del av investeringarna.

## Nerläggning av projektet
I augusti 2013 fattade regeringen ett beslut att inte bevilja dispens från strandskyddet vid sjön Aspen. Det var i princip slutet för nöjesparken Hågelby. I mars 2014 beslöt  Familjen Lindgren AB att stoppa allt arbete med den planerade familjeparken. Anledningen var att parterna, Botkyrka kommun och Familjen Lindgren AB, inte komma överens om innehållet i det exploateringsavtal som skulle tecknas. Enligt John John Lindgren, vd för Familjen Lindgren AB, hade förändringarna av strandskyddet inget att göra med avhoppet, enligt honom var det bara en liten del av projektet. Båda parter beklagade det inträffade.